# إسبانيا في الألعاب البارالمبية الصيفية 2016
نافست إسبانيا في الألعاب البارالمبية الصيفية 2016 في ريو دي جانيرو، البرازيل، من 7 إلى 18 سبتمبر 2016.

## الحائزون على الميداليات
| الميدالية | الاسم                                                    | الرياضة                        | الحدث                              |
| --------- | -------------------------------------------------------- | ------------------------------ | ---------------------------------- |
| ذهبية     | إلينا كونغ و ست                                          | ألعاب القوى                    | ماراثون سيدات T12                  |
| ذهبية     | جيرارد ديس كاريجا                                        | ألعاب القوى                    | 400 متر رجال T11                   |
| ذهبية     | كيم لوبيز غونزاليس                                       | ألعاب القوى                    | دفع الجلة رجال F12                 |
| ذهبية     | أوسكار سالغويرو                                          | السباحة                        | 100 متر صدر رجال SB8               |
| ذهبية     | ميشيل ألونسو                                             | السباحة                        | 100 متر صدر سيدات SB14             |
| ذهبية     | إزرائيل أوليفر                                           | السباحة                        | 200 متر فردي متنوع رجال SM11       |
| ذهبية     | إزرائيل أوليفر                                           | السباحة                        | 100 متر ظهر رجال S11               |
| ذهبية     | تريزا بيراليس                                            | السباحة                        | 50 متر حرة سيدات S5                |
| ذهبية     | نوريا ماركيز                                             | السباحة                        | 400 متر حرة سيدات S9               |
| فضية      | عبد الرحمن ايت خموش                                      | ألعاب القوى                    | ماراثون رجال T46                   |
| فضية      | ألبرتو سواريز                                            | ألعاب القوى                    | ماراثون رجال T12                   |
| فضية      | إغناثيو أفيلا                                            | ركوب الدراجات                  | سباق الطرق رجال B ‏                 |
| فضية      | ألفارو فاليرا                                            | تنس الطاولة                    | فردي رجال فئة 6 ‏                   |
| فضية      | خورخي كاردونا خوان باوتيستا بيريز خوسيه مانويل رويز رييس | تنس الطاولة                    | فرق رجال فئة 9–10                  |
| فضية      | ميغيل لوكي                                               | السباحة                        | 50 متر صدر رجال SB3                |
| فضية      | نوريا ماركيز                                             | السباحة                        | 100 متر ظهر سيدات S9               |
| فضية      | سارة غاسكون                                              | السباحة                        | 50 متر حرة سيدات S9                |
| فضية      | سارة غاسكون                                              | السباحة                        | 100 متر فراشة سيدات S9             |
| فضية      | سارة غاسكون                                              | السباحة                        | 200 متر فردي متنوع سيدات SM9       |
| فضية      | تريزا بيراليس                                            | السباحة                        | 100 متر حرة سيدات S5               |
| فضية      | تريزا بيراليس                                            | السباحة                        | 200 متر حرة سيدات S5               |
| فضية      | تريزا بيراليس                                            | السباحة                        | 200 متر فردي متنوع سيدات SM5       |
| فضية      | إسبانيا                                                  | كرة السلة على الكراسي المتحركة | بطولة الرجال                       |
| برونزية   | دافيد كازينوس                                            | ألعاب القوى                    | دفع الجلة رجال F11/12              |
| برونزية   | إيزاس كون أوسيس                                          | ألعاب القوى                    | 1500 متر سيدات T13                 |
| برونزية   | ألفونسو كابيللو                                          | ركوب الدراجات                  | سباق الزمن 1000 متر رجال C4–5      |
| برونزية   | ألفونسو كابيللو أمادور غرانادوس إدواردو سانتاس           | ركوب الدراجات                  | سباق السرعة فرق مختلط 750 متر C1–5 |
| برونزية   | خايرو رويز                                               | الترايثلون                     | رجال PT4 ‏                          |
| برونزية   | ماريا ديلغادو                                            | السباحة                        | 50 متر حرة سيدات S12               |
| برونزية   | ماريا ديلغادو                                            | السباحة                        | 100 متر فراشة سيدات S12            |
| برونزية   | أريادنا إيدو                                             | السباحة                        | 400 متر حرة سيدات S13              |

## تصنيفات الإعاقة
يتم تجميع إعاقة كل مشارك في الألعاب البارالمبية في واحدة من خمس فئات إعاقة رئيسية: البتر، وقد تكون الحالة خلقية أو ناتجة عن إصابة أو مرض؛ الشلل الدماغي؛ رياضيي الكراسي المتحركة، وغالباً ما يكون هناك تداخل بين هذه الفئة والفئات الأخرى؛ الإعاقة البصرية، بما في ذلك ضعف البصر؛ الآخرون، أي إعاقة جسدية لا تندرج بدقة تحت إحدى الفئات الأخرى، مثل القزامة أو التصلب المتعدد. كل رياضة بارالمبية لديها تصنيفاتها الخاصة، اعتماداً على المتطلبات البدنية المحددة للمنافسة. تُعطى الأحداث رمزاً، يتكون من أرقام وحروف، يصف نوع الحدث وتصنيف الرياضيين المتنافسين. بعض الرياضات، مثل ألعاب القوى، تقسم الرياضيين حسب فئة وشدة إعاقاتهم، بينما تجمع رياضات أخرى، مثل السباحة، المتنافسين من فئات مختلفة معاً، ويكون الفصل الوحيد بناءً على شدة الإعاقة.

## الرماية
| الرياضي                                      | الحدث                  | جولة التصنيف | جولة التصنيف | دور الـ 32             | دور الـ 16           | ربع النهائي           | نصف النهائي   | النهائي / BM  | النهائي / BM |
| الرياضي                                      | الحدث                  | النتيجة      | المصنف       | الخصم النتيجة          | الخصم النتيجة        | الخصم النتيجة         | الخصم النتيجة | الخصم النتيجة | الترتيب      |
| -------------------------------------------- | ---------------------- | ------------ | ------------ | ---------------------- | -------------------- | --------------------- | ------------- | ------------- | ------------ |
| مانويل سانشيز كاموس                          | فردي رجال مركب W1 ‏     | 537          | 14 Q         | —                      | بيتر كينيك خ 113–120 | لم يتقدم              | لم يتقدم      | لم يتقدم      | لم يتقدم     |
| ليليانا أوليفيروس                            | فردي سيدات مركب W1 ‏    | 540          | 6 Q          | —                      | Bye                  | كيم أوك غوم خ 113–124 | لم تتقدم      | لم تتقدم      | لم تتقدم     |
| غويلرمو رودريغيز غونزاليس                    | فردي رجال مركب مفتوح ‏  | 659          | 21 Q         | أندريه شيلبي خ 131–143 | لم يتقدم             | لم يتقدم              | لم يتقدم      | لم يتقدم      | لم يتقدم     |
| ماريا كارمين روبيو                           | فردي سيدات مركب مفتوح ‏ | 600          | 16 Q         | سام تاكر ف 133–124     | تشو جيامين خ 136–144 | لم تتقدم              | لم تتقدم      | لم تتقدم      | لم تتقدم     |
| مانويل سانشيز كاموس ليليانا أوليفيروس        | فرق مركب W1 مختلط ‏     | 1077         | 6 Q          | —                      | —                    | خ 113–128             | لم يتقدم      | لم يتقدم      | لم يتقدم     |
| غويلرمو رودريغيز غونزاليس ماريا كارمين روبيو | فرق مركب مفتوح مختلط ‏  | 1259         | 10 Q         | —                      | خ 137–144            | لم يتقدم              | لم يتقدم      | لم يتقدم      | لم يتقدم     |

## ألعاب القوى
- ملاحظة–الترتيبات المعطاة لفعاليات المضمار هي ضمن تصفيات الرياضي فقط
- Q = تأهل للجولة التالية
- q = تأهل للجولة التالية كأسرع خاسر أو، في فعاليات الميدان، عن طريق المركز دون تحقيق الهدف التأهيلي
- qr = تأهل لجولة إعادة بسبب حادث في السباق
- NR = رقم قياسي وطني
- N/A = الجولة غير قابلة للتطبيق على الحدث
- Bye = لا يُطلب من الرياضي المنافسة في الجولة

رجال
فعاليات المضمار والطرق
| الرياضي | الحدث                       | التصفيات | التصفيات | نصف النهائي | نصف النهائي | النهائي  | النهائي  |
| الرياضي | الحدث                       | النتيجة  | الترتيب  | النتيجة     | الترتيب     | النتيجة  | الترتيب  |
| --- | --------------------------- | -------- | -------- | ----------- | ----------- | -------- | -------- |
| خوان مونار المرشد: خوان إنريك فاليس | 200 متر رجال T11            | 22.88    | 1 Q      | 22.96       | 3           | لم يتقدم | لم يتقدم |
| خوان مونار المرشد: خوان إنريك فاليس | 400 متر رجال T11            | 49.56    | 1 Q      | 50.12       | 2 q         | 50.08    | 4        |
| جيرارد ديس كاريجا المرشد: ماركوس بلانكينيو | 400 متر رجال T11            | 50.53    | 1 Q      | —           | —           | 50.22    | الأول    |
| ديليبر رودريغيز | 400 متر رجال T12            | 49.37    | 3 Q      | —           | —           | 49.56    | 5        |
| ديوني بل رودريغيز | 400 متر رجال T12            | 49.70    | 3 Q      | —           | —           | 49.46    | 4        |
| سانتياغو سانز | 1500 متر رجال T20           | —        | —        | —           | —           | 3:55.90  | 6        |
| جوردي مادرا | 5000 متر رجال T13           | 10:42.62 | 10       | —           | —           | لم يتقدم | لم يتقدم |
| جوردي مادرا | ماراثون رجال T13            | —        | —        | —           | —           | 1:30:12  | 8        |
| غوستافو نييفيس | 5000 متر رجال T12           | —        | —        | —           | —           | DNF      | DNF      |
| غوستافو نييفيس | ماراثون رجال T12            | —        | —        | —           | —           | DNF      | DNF      |
| عبد الرحمن ايت خموش | ماراثون رجال T46            | —        | —        | —           | —           | 2:37:01  | الثاني   |
| ألبرتو سواريز | ماراثون رجال T12            | —        | —        | —           | —           | 2:33:11  | الثاني   |
| جيرارد ديس كاريجا المرشد: ماركوس بلانكينيو خوان مونار المرشد: خوان إنريك فاليس مارتن باريجو المرشد: إنريك مارتن كزافييه بوراس المرشد: تيم ستيوارت | تتابع 4x100 متر رجال T11-13 | DNF      | DNF      | —           | —           | لم يتقدم | لم يتقدم |

فعاليات الميدان
| الرياضي            | الحدث                 | النهائي | النهائي |
| الرياضي            | الحدث                 | المسافة | المركز  |
| ------------------ | --------------------- | ------- | ------- |
| مارتن باريجو       | الوثب الطويل رجال T11 | 5.39    | 10      |
| كزافييه بوراس      | الوثب الطويل رجال T11 | 6.05    | 6       |
| هيكتور كابريرا     | دفع الجلة رجال F12    | 13.75   | 12      |
| هيكتور كابريرا     | رمي الرمح رجال F12    | 58.47   | 5       |
| كيم لوبيز غونزاليس | دفع الجلة رجال F12    | 16.44   | الأول   |
| دافيد كازينوس      | دفع الجلة رجال F11/12 | 38.58   | الثالث  |

سيدات
فعاليات المضمار والطرق
| الرياضية | الحدث                        | التصفيات | التصفيات | نصف النهائي | نصف النهائي | النهائي    | النهائي  |
| الرياضية | الحدث                        | النتيجة  | الترتيب  | النتيجة     | الترتيب     | النتيجة    | الترتيب  |
| --- | ---------------------------- | -------- | -------- | ----------- | ----------- | ---------- | -------- |
| ساره أندريس | 100 متر سيدات T44            | 14.06    | 6        | —           | —           | لم تتقدم   | لم تتقدم |
| ساره أندريس | 200 متر سيدات T44            | 28.80    | 4        | —           | —           | لم تتقدم   | لم تتقدم |
| ساره أندريس | 400 متر سيدات T44            | —        | —        | —           | —           | 1:05.64    | 5        |
| ليا بيل كينتانا المرشد: دافيد ألونسو غوتيريز                                                                   | 100 متر سيدات T11            | 13.99    | 4        | لم تتقدم    | لم تتقدم    | لم تتقدم   | لم تتقدم |
| ليا بيل كينتانا المرشد: دافيد ألونسو غوتيريز                                                                   | 200 متر سيدات T11            | 29.65    | 4        | لم تتقدم    | لم تتقدم    | لم تتقدم   | لم تتقدم |
| ساره فيرنانديز                                                                                                 | 100 متر سيدات T12            | 13.96    | 3        | لم تتقدم    | لم تتقدم    | لم تتقدم   | لم تتقدم |
| ساره مارتينيز                                                                                                  | 100 متر سيدات T12            | 14.59    | 2        | لم تتقدم    | لم تتقدم    | لم تتقدم   | لم تتقدم |
| ميلاني بيرغيس المرشد: سيرجيو سانشيز                                                                            | 400 متر سيدات T12            | 57.52    | 1 Q      | —           | —           | 57.66      | 4        |
| إيزاس كون أوسيس                                                                                                | 800 متر سيدات T13            | 59.80    | 3        | —           | —           | لم تتقدم   | لم تتقدم |
| إيزاس كون أوسيس                                                                                                | 1500 متر سيدات T13           | 4:49.99  | 1 Q      | —           | —           | 4:39.99    | الثالث   |
| إلينا كونغ و ست المرشد: روجر إيستيف                                                                            | 1500 متر سيدات T12           | 5:11.68  | 4        | —           | —           | لم تتقدم   | لم تتقدم |
| إلينا كونغ و ست المرشد: روجر إيستيف                                                                            | ماراثون سيدات T12            | —        | —        | —           | —           | 3:01.43 PR | الأول    |
| ماري كارمين باريديس المرشد: لورنزو سانشيز                                                                      | 1500 متر سيدات T11           | 5:19.03  | 5        | —           | —           | لم تتقدم   | لم تتقدم |
| ماري كارمين باريديس المرشد: لورنزو سانشيز                                                                      | ماراثون سيدات T11            | —        | —        | —           | —           | DNF        | DNF      |
| ليا بيل كينتانا المرشد: دافيد ألونسو غوتيريز ميلاني بيرغيس المرشد: سيرجيو سانشيز ساره مارتينيز إيزاس كون أوسيس | تتابع 4x100 متر سيدات T11-13 | —        | —        | —           | —           | 52.40      | 4        |

فعاليات الميدان
| الرياضية       | الحدث                  | النهائي | النهائي |
| الرياضية       | الحدث                  | المسافة | المركز  |
| -------------- | ---------------------- | ------- | ------- |
| ساره فيرنانديز | الوثب الطويل سيدات T12 | 4.47    | 8       |
| ساره مارتينيز  | الوثب الطويل سيدات T12 | 5.52    | 4       |

## بوتشيا
تأهل فريق بوتشيا الوطني الإسباني إلى بطولة الفرق المختلطة BC1/BC2 (وإلى البطولة الفردية في كلا الفئتين) بسبب حصولهم على المركز الثالث في تصنيف BISFED 2015 العالمي لفرق البوتشيا.
| الرياضي                          | الحدث             | مرحلة المجموعات                                                    | مرحلة المجموعات | ربع النهائي   | نصف النهائي   | النهائي / BM  | النهائي / BM |
| الرياضي                          | الحدث             | النتيجة                                                            | الترتيب         | الخصم النتيجة | الخصم النتيجة | الخصم النتيجة | الترتيب      |
| -------------------------------- | ----------------- | ------------------------------------------------------------------ | --------------- | ------------- | ------------- | ------------- | ------------ |
| خوسيه مانويل برادو               | فردي مختلط BC1    | بانايوتيس سولانيس خ 1–6 مي يي ليونغ ف 6–0 ماوريسيو إيباربوري خ 0–8 | 4               | لم يتقدم      | لم يتقدم      | لم يتقدم      | لم يتقدم     |
| مانويل مارتين                    | فردي مختلط BC2    | واتشارافون فونغسا خ 2–12 نايجل موراي ف 8–2                         | 2               | لم يتقدم      | لم يتقدم      | لم يتقدم      | لم يتقدم     |
| خوسيه مانويل برادو مانويل مارتين | فرق مختلطة BC1–2 ‏ | خ 3–6 خ 1–8                                                        | 3               | لم يتقدم      | لم يتقدم      | لم يتقدم      | لم يتقدم     |

## ركوب الدراجات

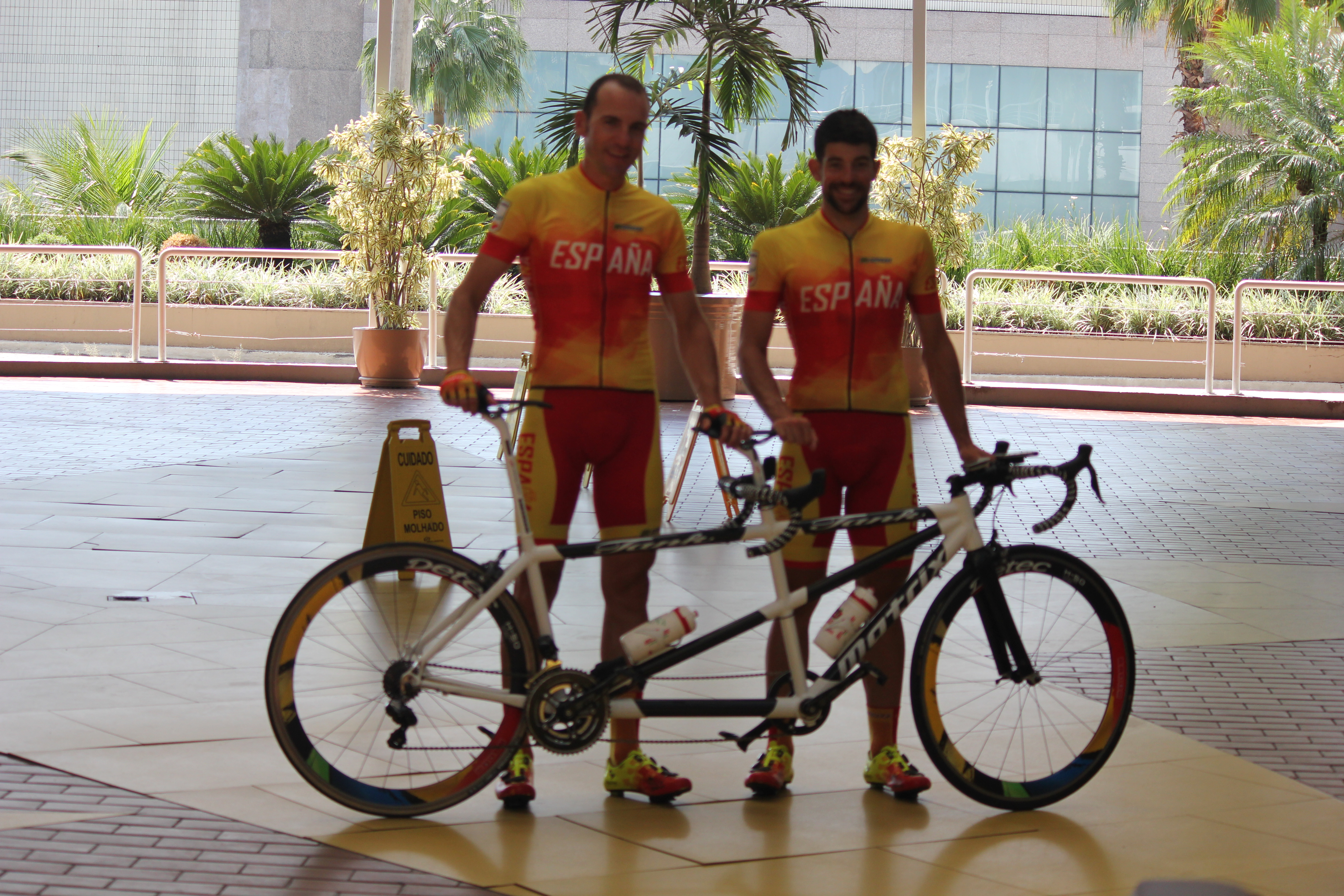
إغناثيو أفيلا رودريغيز ومرشده في ريو.

إحدى طرق التأهيل لـريو كانت أن يكون الفريق ضمن أعلى سبعة مراكز في تصنيفات الاتحاد الدولي للدراجات لذوي الإعاقة (UCI Para-Cycling Nations Ranking Lists) للرجال والسيدات في 31 ديسمبر 2014، وقد تأهلت إسبانيا لأولمبياد ريو الصيفي 2016 بموجب هذا المعيار، بافتراض استمرارها في تلبية جميع متطلبات الأهلية الأخرى.

### الطرق
| الرياضي                              | الحدث                  | الزمن    | الترتيب |
| ------------------------------------ | ---------------------- | -------- | ------- |
| إغناثيو أفيلا المرشد: خوان فونت      | سباق الطرق رجال B ‏     | 2:26:33  | الثاني  |
| إغناثيو أفيلا المرشد: خوان فونت      | سباق الزمن رجال B ‏     | 36:45.05 | 10      |
| جوزيفا بينيتيز المرشد: بياتريو غوميز | سباق الطرق سيدات B ‏    | 2:06:21  | 8       |
| جوزيفا بينيتيز المرشد: بياتريو غوميز | سباق الزمن سيدات B ‏    | 42:32.37 | 10      |
| ألفونسو كابيللو                      | سباق الطرق رجال C4–5 ‏  | DNF      | DNF     |
| موريس إيكهارد                        | سباق الطرق رجال C1–2–3 | 1:14:50  | 16      |
| موريس إيكهارد                        | سباق الزمن رجال C2 ‏    | 28:22.17 | 4       |
| كارلوس غونزاليس المرشد: نول مارتن    | سباق الطرق رجال B ‏     | 2:27:05  | 4       |
| كارلوس غونزاليس المرشد: نول مارتن    | سباق الزمن رجال B ‏     | 36:35.43 | 8       |
| أمادور غرانادوس                      | سباق الطرق رجال C3     | DNF      | DNF     |
| خوان خوسيه منديز فرنانديز            | سباق الطرق رجال C1–2–3 | 1:17:09  | 23      |
| خوان خوسيه منديز فرنانديز            | سباق الزمن رجال C1 ‏    | 30:05.23 | 7       |
| سيزار نيرا                           | سباق الطرق رجال C4–5 ‏  | DNF      | DNF     |
| سيزار نيرا                           | سباق الزمن رجال C4 ‏    | 40:18.26 | 8       |
| إدواردو سانتاس                       | سباق الطرق رجال C1–2–3 | 1:13:03  | 7       |
| إدواردو سانتاس                       | سباق الزمن رجال C3 ‏    | 3:45.398 | 6       |

### المضمار
| الرياضي                                        | الحدث                              | التأهيل  | التأهيل | النهائي     | النهائي  |
| الرياضي                                        | الحدث                              | الزمن    | الترتيب | الخصم الزمن | الترتيب  |
| ---------------------------------------------- | ---------------------------------- | -------- | ------- | ----------- | -------- |
| إغناثيو أفيلا المرشد: خوان فونت                | سباق الزمن 1000 متر رجال B         | —        | —       | 1:03.533    | 7        |
| إغناثيو أفيلا المرشد: خوان فونت                | مطاردة فردية 4000 متر رجال B       | 4:13.536 | 3 Q     | 4:16.674    | 4        |
| جوزيفا بينيتيز المرشد: بياتريو غوميز           | سباق الزمن 1000 متر سيدات B        | —        | —       | 1:15.382    | 12       |
| جوزيفا بينيتيز المرشد: بياتريو غوميز           | مطاردة فردية 3000 متر سيدات B      | 3:46.984 | 11      | لم تتقدم    | لم تتقدم |
| ألفونسو كابيللو                                | سباق الزمن 1000 متر رجال C4–5      | —        | —       | 1:04.494 PR | الثالث   |
| موريس إيكهارد                                  | مطاردة فردية 3000 متر رجال C2      | 3:57.786 | 7       | لم يتقدم    | لم يتقدم |
| كارلوس غونزاليس المرشد: نول مارتن              | مطاردة فردية 4000 متر رجال B       | 4:19.752 | 7       | لم يتقدم    | لم يتقدم |
| أمادور غرانادوس                                | سباق الزمن 1000 متر رجال C1–2–3    | —        | —       | 1:18.378    | 22       |
| خوان خوسيه منديز فرنانديز                      | سباق الزمن 1000 متر رجال C1–2–3    | —        | —       | 1:22.236    | 24       |
| خوان خوسيه منديز فرنانديز                      | مطاردة فردية 3000 متر رجال C1      | 4:19.161 | 9       | لم يتقدم    | لم يتقدم |
| إدواردو سانتاس                                 | سباق الزمن 1000 متر رجال C1–2–3    | —        | —       | 1:12.276    | 7        |
| إدواردو سانتاس                                 | مطاردة فردية 3000 متر رجال C3      | 3:45.398 | 6       | لم يتقدم    | لم يتقدم |
| ألفونسو كابيللو أمادور غرانادوس إدواردو سانتاس | سباق السرعة فرق مختلط 750 متر C1–5 | 51.011   | 3 Q     | 50.664      | الثالث   |

سباق الزمن 1000 متر رجال C4-5 هو حدث يضم دراجين من الفئتين C4 و C5. سجل ألفونسو كابيللو الرقم القياسي البارالمبي لفئة C5.

## كرة القدم خماسية
تأهل فريق كرة القدم الخماسية الوطني للرجال الإسباني إلى البطولة بعد حظر الفريق الروسي، وبسبب حصولهم على المركز الثالث (خلف روسيا) في بطولة أوروبا لكرة القدم الخماسية IBSA 2015.
2016.
| رقم. | مركز.     | اللاعب                        | الفئة | تاريخ الميلاد (العمر)     |
| ---- | --------- | ----------------------------- | ----- | ------------------------- |
| 1    | حارس مرمى | بيدرو غوتيريز                 | مبصر  | 25 يناير 1986 (العمر 30)  |
| 3    | مهاجم     | خوسيه لويس جيرا تيخويلو       | B1    | 28 يوليو 1985 (العمر 31)  |
| 4    | مدافع     | إيفان لوبيز                   | B1    | 10 نوفمبر 1992 (العمر 23) |
| 5    | مدافع     | كارميلو غاريدو ألاركون        | B1    | 12 سبتمبر 1971 (العمر 44) |
| 6    | مدافع     | أدولفو صامويل أكوستا رودريغيز | B1    | 19 مايو 1981 (العمر 35)   |
| 8    | مدافع     | فرانشيسكو خافيير مونيوز بيريز | B1    | 12 ديسمبر 1985 (العمر 30) |
| 9    | مهاجم     | سيرجيو ألامار                 | B1    | 20 أكتوبر 2000 (العمر 15) |
| 10   | مهاجم     | يوسف الحداقي رابيل            | B1    | 28 ديسمبر 1988 (العمر 27) |
| 11   | مهاجم     | مارسيلو روسادو كاراسكو        | B1    | 2 أكتوبر 1978 (العمر 37)  |
| 12   | حارس مرمى | سيرجيو رودريغيز               | مبصر  | 11 يوليو 1987 (العمر 29)  |

### المجموعة ب
| م | الفريق    | لعب | ف | ت | خ | أ.له | أ.ع | أ.ف | نقاط | ت                   |
| - | --------- | --- | - | - | - | ---- | --- | --- | ---- | ------------------- |
| 1 | الأرجنتين | 3   | 2 | 1 | 0 | 3    | 0   | +3  | 7    | نصف النهائي         |
| 2 | الصين     | 3   | 2 | 1 | 0 | 3    | 0   | +3  | 7    | نصف النهائي         |
| 3 | إسبانيا   | 3   | 1 | 0 | 2 | 1    | 2   | −1  | 3    | مباراة المركزين 5–6 |
| 4 | المكسيك   | 3   | 0 | 0 | 3 | 0    | 5   | −5  | 0    | مباراة المركزين 7–8 |

| إسبانيا | 0–1   | الصين       |
| ------- | ----- | ----------- |
|         | تقرير | وانغ ز. 43' |

| الأرجنتين                 | 2–0   | المكسيك |
| ------------------------- | ----- | ------- |
| - إسبيني يو 2' - فيلو 15' | تقرير |         |

| الأرجنتين | 1–0   | إسبانيا |
| --------- | ----- | ------- |
| فيليز 29' | تقرير |         |

| الصين                | 2–0   | المكسيك |
| -------------------- | ----- | ------- |
| - وي 4' - وانغ ي. 9' | تقرير |         |

| الصين | 0–0   | الأرجنتين |
| ----- | ----- | --------- |
|       | تقرير |           |

| المكسيك | 0–1   | إسبانيا    |
| ------- | ----- | ---------- |
|         | تقرير | أكوستا 14' |

مباراة المركزين 5–6
| تركيا                                | 0–0   | إسبانيا                     |
| ------------------------------------ | ----- | --------------------------- |
|                                      | تقرير |                             |
| ركلات الترجيح                        |       |                             |
| - سومر قالب:هدف جزاء - شاتاي - أوجال | 1–0   | - الحداقي - مونيوز - غاريدو |

## جودو
| الرياضي             | الحدث        | تمهيدي                    | ربع النهائي        | نصف النهائي   | الملحق                  | النهائي / BM          | النهائي / BM |
| الرياضي             | الحدث        | الخصم النتيجة             | الخصم النتيجة      | الخصم النتيجة | الخصم النتيجة           | الخصم النتيجة         | الترتيب      |
| ------------------- | ------------ | ------------------------- | ------------------ | ------------- | ----------------------- | --------------------- | ------------ |
| مونيكا ميرينسيانو   | 57 كغم سيدات | Bye                       | سيو هانا خ 000–110 | لم تتقدم      | فلورا بوراني ف 101–000  | جونكو هيروس خ 000–101 | 5            |
| لويس دانيال غافيلان | 66 كغم رجال ‏ | ساتوشي فوجيموتو خ 000–100 | لم يتقدم           | لم يتقدم      | بارك جونغسيوك خ 000–100 | لم يتقدم              | لم يتقدم     |
| ألفارو غافيلان      | 73 كغم رجال ‏ | مهدي مسكين خ 000–002      | لم يتقدم           | لم يتقدم      | لم يتقدم                | لم يتقدم              | لم يتقدم     |
| أبل فاسكيز          | 90 كغم رجال ‏ | آرثر كافالكانتي خ 000–101 | لم يتقدم           | لم يتقدم      | لم يتقدم                | لم يتقدم              | لم يتقدم     |

## الكانوي البارالمبي
تأهلت إسبانيا بزورق واحد في سباق KL2 رجال في بطولة العالم لسباق الكانوي 2016.
| الرياضي     | الحدث     | التصفيات | التصفيات | نصف النهائي | نصف النهائي | النهائي  | النهائي  |
| الرياضي     | الحدث     | النتيجة  | الترتيب  | النتيجة     | الترتيب     | النتيجة  | الترتيب  |
| ----------- | --------- | -------- | -------- | ----------- | ----------- | -------- | -------- |
| خافيير ريجا | رجال KL2 ‏ | 52.325   | 5 ت      | 52.389      | 6           | لم يتقدم | لم يتقدم |

## رفع الأثقال
| الرياضي      | الحدث         | المحاولات | المحاولات | المحاولات | النتيجة | الترتيب |
| الرياضي      | الحدث         | 1         | 2         | 3         | النتيجة | الترتيب |
| ------------ | ------------- | --------- | --------- | --------- | ------- | ------- |
| لويدا زابالا | سيدات 50 كغم ‏ | 95        | 101       | 193       | 95      | 5       |

## إبحار
إحدى طرق التأهيل لـريو تضمنت أن يحقق زورق مركزاً من المراكز السبعة الأولى في بطولة العالم المدمجة 2015 في حدث ميدالية حيث لم تتأهل الدولة بالفعل عبر بطولة العالم للإبحار البارالمبي IFDS 2014. تأهلت إسبانيا لألعاب 2016 بموجب هذا المعيار في حدث السونار بحصولها على المركز الثالث عشر إجمالاً وكانت الدولة الخامسة التي لم تتأهل عبر بطولات 2014. تم تشكيل طاقم الزورق من فرانشيسكو لوبيت|فرانشيسكو لوبيت، هيكتور غارسيا (بحار)|هيكتور غارسيا، ومانويل خيمينو|مانويل خيمينو. وقد تأهلوا بزورق ثانٍ في حدث SKUD 18 بحصولهم على المركز الثالث عشر إجمالاً وكانت الدولة الخامسة التي لم تتأهل عبر بطولات 2014. وقد تشكل طاقم الزورق من سيرجيو رويج|سيرجيو رويج وفيوليتا ديل رينو|فيوليتا ديل رينو. تأهلت إسبانيا بزورق ثالث في حدث 2.4 متر بحصولها على المركز السابع عشر إجمالاً وكانت الدولة السابعة التي لم تتأهل عبر بطولات 2014. وقد تشكل طاقم الزورق من أنطونيو مايستري (رياضي)|أنطونيو مايستري. تعادل مع مواطنه الإسباني مونتيس فوسي أرتورو|مونتيس فوسي أرتورو في المركز السابع عشر ولكنه فاز في كسر التعادل.
| الرياضي                                                                      | الحدث      | السباق | السباق | السباق | السباق | السباق | السباق | السباق | السباق | السباق | السباق | السباق | إجمالي النقاط | صافي النقاط | الترتيب |
| الرياضي                                                                      | الحدث      | 1      | 2      | 3      | 4      | 5      | 6      | 7      | 8      | 9      | 10     | 11     | إجمالي النقاط | صافي النقاط | الترتيب |
| ---------------------------------------------------------------------------- | ---------- | ------ | ------ | ------ | ------ | ------ | ------ | ------ | ------ | ------ | ------ | ------ | ------------- | ----------- | ------- |
| أرتورو مونتيس                                                                | 2.4 متر آر | 11     | 12     | 10     | 3      | 8      | 11     | 13     | 10     | 10     | 9      | 4      | 101           | 88          | 9       |
| فيوليتا ديل رينو سيرجي رويج\|سيرجي رويج                                      | سكود 18    | 9      | 10     | 9      | 9      | 8      | 5      | 10     | 8      | 8      | 7      | 6      | 89            | 79          | 9       |
| هيكتور ألفاريز مانويل خيمينو\|مانويل خيمينو فرانشيسكو لوبيت\|فرانشيسكو لوبيت | سونار      | 9      | 7      | 13     | 15     | 10     | 14     | 9      | 13     | 13     | 14     | 12     | 129           | 114         | 14      |

## رماية
أرسلت البلاد رماة إلى كأس العالم للرماية البارالمبية التابعة للجنة البارالمبية الدولية 2015 في أوسييك، كرواتيا، حيث كان التأهيل المباشر لـريو متاحاً. وقد حصلوا على مكان مؤهل في هذا الحدث بناءً على أداء خوان أنطونيو سافيدرا في حدث R6 – 50 متر بندقية هوائية استلقاء مختلط SH1.
| الرياضي              | الحدث                               | التأهيل | التأهيل | النهائي  | النهائي  |
| الرياضي              | الحدث                               | النتيجة | الترتيب | النتيجة  | الترتيب  |
| -------------------- | ----------------------------------- | ------- | ------- | -------- | -------- |
| خوان أنطونيو سافيدرا | بندقية حرة استلقاء 50 متر مختلط SH1 | 613.9   | 12      | لم يتقدم | لم يتقدم |

## السباحة
حصل أفضل اثنين من المتسابقين في كل حدث ميدالية في ريو في بطولة العالم للسباحة البارالمبية 2015 على مكان تأهيلي لبلدهم في ريو. حصلت تريزا بيراليس على مكان لإسبانيا بعد فوزها بذهبية في سباق 50 متر ظهر سيدات S5.
رجال
| الرياضي                      | الحدث                        | التصفيات | التصفيات | النهائي  | النهائي  |
| الرياضي                      | الحدث                        | الزمن    | الترتيب  | الزمن    | الترتيب  |
| ---------------------------- | ---------------------------- | -------- | -------- | -------- | -------- |
| فيسنتي خيل روس               | 50 متر ظهر رجال S11          | 53.07    | الرابع ت | 56.56    | الثامن   |
| دافيد لي ف ك                 | 50 متر حرة رجال S10          | 25.08    | الثالث   | لم يتقدم | لم يتقدم |
| دافيد لي ف ك                 | 100 متر حرة رجال S10         | 55.25    | الثالث   | لم يتقدم | لم يتقدم |
| دافيد لي ف ك                 | 100 متر فراشة رجال S10       | 58.95    | الثاني ت | 59.03    | السادس   |
| إينيغو لوبيز                 | 50 متر حرة رجال S8           | 28.74    | السابع   | لم يتقدم | لم يتقدم |
| إينيغو لوبيز                 | 100 متر ظهر رجال S8          | 1:01.96  | الرابع   | لم يتقدم | لم يتقدم |
| إينيغو لوبيز                 | 200 متر فردي متنوع رجال SM8  | 2:41.33  | السادس   | لم يتقدم | لم يتقدم |
| ميغيل لوكي                   | 50 متر صدر رجال SB3          | 49.79    | الثاني ت | 49.47    | الثاني   |
| ميغيل لوكي                   | 150 متر فردي متنوع رجال SM4  | 2:47.33  | الرابع ت | 2:45.34  | السادس   |
| خوسيه أنطونيو ماري           | 50 متر حرة رجال S9           | 26.15    | الثاني ت | 26.11    | الخامس   |
| خوسيه أنطونيو ماري           | 100 متر حرة رجال S9          | 57.17    | الثاني ت | 57.62    | السابع   |
| خوسيه أنطونيو ماري           | 400 متر حرة رجال S9          | 4:22.89  | الرابع ت | 4:23.04  | الرابع   |
| خوسيه أنطونيو ماري           | 100 متر فراشة رجال S9        | 1:04.39  | الرابع   | لم يتقدم | لم يتقدم |
| ميغيل أنخيل مارتينيز تاخويلو | 50 متر ظهر رجال S11          | 51.09    | الرابع ت | 50.90    | السادس   |
| ميغيل أنخيل مارتينيز تاخويلو | 400 متر حرة رجال S11         | —        | —        | 3:45.19  | السادس   |
| ميغيل أنخيل مارتينيز تاخويلو | 100 متر فراشة رجال S11       | 51.69    | الثاني ت | 52.87    | السادس   |
| إزرائيل أوليفر               | 400 متر حرة رجال S11         | —        | —        | 4:43.17  | الخامس   |
| إزرائيل أوليفر               | 100 متر ظهر رجال S11         | —        | —        | 1:02.24  | الأول    |
| إزرائيل أوليفر               | 200 متر فردي متنوع رجال SM11 | 2:27.67  | الأول ت  | 2:24.11  | الأول    |
| أنتوني بونس                  | 400 متر حرة رجال S9          | 5:09.31  | الرابع ت | 5:09.43  | السابع   |
| أنتوني بونس                  | 50 متر فراشة رجال S9         |          |          | لم يتقدم | لم يتقدم |
| أنتوني بونس                  | 100 متر صدر رجال SB9         | 1:30.49  | الخامس ت | 1:30.33  | السابع   |
| أنتوني بونس                  | 200 متر فردي متنوع رجال SM9  | 2:56.60  | الخامس   | لم يتقدم | لم يتقدم |
| سيباستيان رودريغيز           | 50 متر حرة رجال S5           | 34.96    | الثاني ت | 34.62    | الرابع   |
| سيباستيان رودريغيز           | 100 متر حرة رجال S5          | 1:18.12  | الثاني ت | 1:17.10  | الرابع   |
| سيباستيان رودريغيز           | 200 متر حرة رجال S5          | 2:55.36  | الخامس ت | 2:50.53  | الخامس   |
| أوسكار سالغويرو              | 100 متر صدر رجال SB8         | —        | —        | 1:11.11  | الأول    |
| أوسكار سالغويرو              | 200 متر فردي متنوع رجال SM8  | 2:27.07  | السادس   | لم يتقدم | لم يتقدم |
| إيفان سالغويرو أوتييزا       | 50 متر حرة رجال S13          | 25.72    | الرابع   | لم يتقدم | لم يتقدم |
| إيفان سالغويرو أوتييزا       | 100 متر حرة رجال S13         | 56.29    | الخامس   | لم يتقدم | لم يتقدم |
| إيفان سالغويرو أوتييزا       | 400 متر حرة رجال S13         | 4:25.10  | السادس   | لم يتقدم | لم يتقدم |
| إيفان سالغويرو أوتييزا       | 100 متر ظهر رجال S13         | 1:13.08  | الرابع ت | 1:13.95  | الثامن   |
| إيفان سالغويرو أوتييزا       | 200 متر فردي متنوع رجال SM13 | 2:23.05  | الخامس   | لم يتقدم | لم يتقدم |
| ريكاردو تين                  | 100 متر صدر رجال SB4         | —        | —        | 1:38.07  | الخامس   |

سيدات
| الرياضية                  | الحدث                         | التأهيل | التأهيل  | النهائي  | النهائي  |
| الرياضية                  | الحدث                         | الزمن   | الترتيب  | الزمن    | الترتيب  |
| ------------------------- | ----------------------------- | ------- | -------- | -------- | -------- |
| ميشيل ألونسو              | 50 متر حرة سيدات S14          | 1:19.05 | الرابع   | لم تتقدم | لم تتقدم |
| ميشيل ألونسو              | 200 متر حرة سيدات S14         | 2:17.42 | الثالث ت | 2:16.65  | الخامس   |
| ميشيل ألونسو              | 100 متر صدر سيدات SB14        | 1:13.05 | الأول ت  | 1:12.62  | الأول    |
| ميشيل ألونسو              | 200 متر فردي متنوع سيدات SM14 | 2:39.62 | الرابع ت | 2:44.87  | الثامن   |
| ماريا ديلغادو             | 50 متر حرة سيدات S12          | 29.45   | الرابع   | 29.03    | الثالث   |
| ماريا ديلغادو             | 400 متر حرة سيدات S12         | 4:52.71 | الرابع   | لم تتقدم | لم تتقدم |
| ماريا ديلغادو             | 100 متر فراشة سيدات S12       | —       | —        | 1:12.73  | الثالث   |
| ماريا ديلغادو             | 100 متر ظهر سيدات S12         | 1:08.44 | الثالث ت | 1:08.76  | الثامن   |
| أريادنا إيدو              | 50 متر حرة سيدات S13          | 29.29   | الخامس   | لم تتقدم | لم تتقدم |
| أريادنا إيدو              | 100 متر حرة سيدات S13         | 1:03.92 | السادس   | لم يتقدم | لم يتقدم |
| أريادنا إيدو              | 400 متر حرة سيدات S13         | 4:46.78 | الثاني ت | 4:43.49  | الثالث   |
| أريادنا إيدو              | 100 متر ظهر سيدات S13         | 1:16.03 | الخامس   | لم تتقدم | لم تتقدم |
| أريادنا إيدو              | 100 متر فراشة سيدات S13       | 1:10.44 | الثالث   | لم يتقدم | لم يتقدم |
| أريادنا إيدو              | 200 متر فردي متنوع سيدات SM13 | 2:38.29 | الثاني ت | 2:36.45  | السادس   |
| سارة غاسكون               | 50 متر حرة سيدات S9           | 29.61   | الثاني ت | 29.39    | الخامس   |
| سارة غاسكون               | 100 متر حرة سيدات S9          | 1:03.36 | الأول ت  | 1:02.81  | الثاني   |
| سارة غاسكون               | 100 متر فراشة سيدات S9        | 1:10.59 | الثاني ت | 1:08.00  | الثاني   |
| سارة غاسكون               | 200 متر فردي متنوع سيدات SM9  | 2:37.71 | الأول ت  | 2:35.84  | الثاني   |
| مارتا غوميز               | 50 متر حرة سيدات S13          | 30.61   | السادس   | لم تتقدم | لم تتقدم |
| مارتا غوميز               | 100 متر حرة سيدات S13         | 1:06.85 | السابع   | لم تتقدم | لم تتقدم |
| مارتا غوميز               | 400 متر حرة سيدات S13         | 4:52.36 | الخامس ت | 4:54.14  | الثامن   |
| مارتا غوميز               | 200 متر فردي متنوع سيدات SM13 | 2:45.84 | الرابع   | لم تتقدم | لم تتقدم |
| إيزابيل يينغهوا هيرنانديز | 50 متر حرة سيدات S13          | 30.00   | الثالث   | لم تتقدم | لم تتقدم |
| إيزابيل يينغهوا هيرنانديز | 100 متر حرة سيدات S13         | 1:05.03 | الخامس   | لم تتقدم | لم تتقدم |
| إيزابيل يينغهوا هيرنانديز | 100 متر ظهر سيدات S13         | 1:15.95 | السابع   | لم تتقدم | لم تتقدم |
| إيزابيل يينغهوا هيرنانديز | 100 متر فراشة سيدات S13       | 1:09.39 | الثالث ت | 1:09.23  | الرابع   |
| نوريا ماركيز              | 50 متر حرة سيدات S9           | 30.10   | الرابع ت | 29.80    | الثامن   |
| نوريا ماركيز              | 100 متر حرة سيدات S9          | 1:03.82 | الثاني ت | 1:03.94  | الرابع   |
| نوريا ماركيز              | 400 متر حرة سيدات S9          | 4:54.98 | الثاني ت | 4:42.56  | الأول    |
| نوريا ماركيز              | 100 متر ظهر سيدات S9          | 1:11.22 | الأول ت  | 41:09.57 | الثاني   |
| نوريا ماركيز              | 100 متر فراشة سيدات S9        | 1:11.28 | الثالث   | لم تتقدم | لم تتقدم |
| نوريا ماركيز              | 200 متر فردي متنوع سيدات SM9  | 2:38.85 | الثالث ت | 2:37.30  | الخامس   |
| تريزا بيراليس             | 50 متر حرة سيدات S5           | 37.87   | الأول ت  | 38.13    | الرابع   |
| تريزا بيراليس             | 100 متر حرة سيدات S5          | 1:24.37 | الأول ت  | 1:20.47  | الثاني   |
| تريزا بيراليس             | 200 متر حرة سيدات S5          | 2:56.53 | الثالث ت | 2:50.91  | الثاني   |
| تريزا بيراليس             | 50 متر ظهر سيدات S5           | 3:40.65 | الثاني ت | 3:36.14  | الثاني   |
| تريزا بيراليس             | 50 متر فراشة سيدات S5         | 44.48   | الأول ت  | 43.03    | الأول    |
| تريزا بيراليس             | 200 متر فردي متنوع سيدات SM5  | 47.73   | الأول ت  | 47.36    | الخامس   |
| ماريان بولو               | 50 متر حرة سيدات S13          | 29.41   | الخامس   | لم تتقدم | لم تتقدم |
| ماريان بولو               | 100 متر حرة سيدات S13         | 1:05.37 | الخامس   | لم تتقدم | لم تتقدم |
| ماريان بولو               | 100 متر ظهر سيدات S13         | 1:16.41 | الخامس   | لم تتقدم | لم تتقدم |
| ماريان بولو               | 100 متر فراشة سيدات S13       | 1:24.67 | السادس   | لم تتقدم | لم تتقدم |
| ماريان بولو               | 100 متر صدر سيدات SB13        | 1:20.09 | السادس   | لم يتقدم | لم يتقدم |
| ماريان بولو               | 200 متر فردي متنوع سيدات SM13 | 2:45.84 | الرابع   | لم تتقدم | لم تتقدم |
| جوديت رولو                | 200 متر فردي متنوع سيدات SM7  | 2:41.19 | الرابع   | لم تتقدم | لم تتقدم |
| جوديت رولو                | 50 متر فراشة سيدات S7         | 37.96   | الثالث ت | 37.78    | الخامس   |
| جوديت رولو                | 400 متر حرة سيدات S7          | 3:41.89 | الرابع ت | 3:39.68  | السابع   |

## تنس الطاولة
| الرياضي                                                  | الحدث             | المجموعة                                       | المجموعة | الجولة الأولى  | ربع النهائي             | نصف النهائي             | النهائي / BM         | النهائي / BM |
| الرياضي                                                  | الحدث             | الخصم النتيجة                                  | المركز   | الخصم النتيجة  | الخصم النتيجة           | الخصم النتيجة           | الخصم النتيجة        | الترتيب      |
| -------------------------------------------------------- | ----------------- | ---------------------------------------------- | -------- | -------------- | ----------------------- | ----------------------- | -------------------- | ------------ |
| ميغيل رودريغيز                                           | فردي رجال فئة 3 ‏  | فلوريان ميرين خ 0–3 ماسيج ناليبكا خ 2–3        | 3        | لم يتقدم       | لم يتقدم                | لم يتقدم                | لم يتقدم             | لم يتقدم     |
| بلال البقالي                                             | فردي رجال فئة 5 ‏  | كاو نينغ نينغ خ 1-3 كيم كي-يونغ خ 0-3          | 3        | لم يتقدم       | لم يتقدم                | لم يتقدم                | لم يتقدم             | لم يتقدم     |
| بلال البقالي ميغيل رودريغيز                              | فرق رجال فئة 4–5 ‏ | —                                              | —        | خ 1-2          | لم يتقدم                | لم يتقدم                | لم يتقدم             | لم يتقدم     |
| ألبرتو سيو ان                                            | فردي رجال فئة 6 ‏  | بيتر روزينماير خ 3-1 رايموندو أليتشي ف 3–2     | 2 ت      | Bye            | رونغ روج تاي نيوم خ 2–3 | لم يتقدم                | لم يتقدم             | لم يتقدم     |
| ألفارو فاليرا                                            | فردي رجال فئة 6 ‏  | كريستيان ديتوني ف 3-0 بوبي سيميون ف 3-0        | 1 ت      | Bye            | ديفيد ويذرل ف 3–2       | رونغ روج تاي نيوم ف 3–1 | بيتر روزينماير خ 2–3 | الثاني       |
| خوردي موراليس                                            | فردي رجال فئة 7   | ميخايلو بوبوف ف 3–1 دانيال هوروت ف 3–1         | 1 ت      | Bye            | ستيفان ميسي ف 3–1       | ويليام جون بايلي خ 1–3  | يان شو خ 1–3         | 4            |
| خوردي موراليس ألبرتو سيو ان ألفارو فاليرا                | فرق رجال فئة 6–8  | —                                              | —        | ف 2–1          | خ 1–2                   | لم يتقدم                | لم يتقدم             | لم يتقدم     |
| خوان باوتيستا بيريز                                      | فردي رجال فئة 9   | أشلي فايسي طومسون خ 0–3 ستانيسلاف فراشيك خ 2–3 | 2 ت      | Bye            | تشاو يي تشينغ ف 3–2     | لورنس دي فوس خ 0–3      | محمد أمين كالم خ 0–3 | 4            |
| خورخي كاردونا                                            | فردي رجال فئة 10 ‏ | باتريك شوي نوسكي خ 3–0 إيفان كارابيك ف 3–0     | 2 ت      | Bye            | جي يانغ خ 0–3           | لم يتقدم                | لم يتقدم             | لم يتقدم     |
| خوسيه مانويل رويز رييس                                   | فردي رجال فئة 10 ‏ | كارلوس كاربيناتي ف 3–0 كريستيان غاردوس خ 1–3   | 2 ت      | هاو ليان خ 1–3 | لم يتقدم                | لم يتقدم                | لم يتقدم             | لم يتقدم     |
| خورخي كاردونا خوان باوتيستا بيريز خوسيه مانويل رويز رييس | فرق رجال فئة 9–10 | —                                              | —        | Bye            | ف 2–1                   | ف 2–1                   | خ 1–2                | الثاني       |
| إدواردو كويستا                                           | فردي رجال فئة 11 ‏ | كيم جي-تاي خ 3-0 أندريه نافروتسكي ف 3-2        | 3        | لم يتقدم       | لم يتقدم                | لم يتقدم                | لم يتقدم             | لم يتقدم     |

## الترايثلون
| الرياضي                               | الحدث      | السباحة (750 متر) | الانتقال 1 | الدراجة (20 كم) | الانتقال 2 | الجري (5 كم) | الوقت الإجمالي | الترتيب |
| ------------------------------------- | ---------- | ----------------- | ---------- | --------------- | ---------- | ------------ | -------------- | ------- |
| ليونيل موراليس                        | رجال PT2 ‏  | 12:08             | 2:16       | 38:21           | 1:04       | 22:54        | 1:16:43        | 7       |
| راكيال ماتيو                          | سيدات PT2 ‏ | 13:28             | 2:43       | 48:40           | 1:18       | 34:24        | 1:40:33        | 8       |
| خايرو رويز لوبيز                      | رجال PT4 ‏  | 11:06             | 1:14       | 33:11           | 0:41       | 17:02        | 1:03:14        | الثالث  |
| سوزانا رودريغيز المرشد: مابل غالياردو | سيدات PT5 ‏ | 16:20             | 1:21       | 34:59           | 0:53       | 21:56        | 1:15:29        | 5       |

## كرة السلة على الكراسي المتحركة
تأهلت إسبانيا لأولمبياد ريو 2016 البارالمبي. أثناء القرعة، كان للبرازيل خيار المجموعة التي أرادت أن تكون فيها. وقد تم إقرانهم بإسبانيا، التي ستكون في المجموعة التي لم تخترها البرازيل. اختارت البرازيل المجموعة ب، التي ضمت إيران، الولايات المتحدة، بريطانيا العظمى، ألمانيا والجزائر. تلك التي تركت إسبانيا في المجموعة أ مع أستراليا، كندا، تركيا، هولندا واليابان.

### المجموعة أ
| م | الفريق   | لعب | ف | خ | Pله | Pع  | Pف   | نقاط | ت                                         |
| - | -------- | --- | - | - | --- | --- | ---- | ---- | ----------------------------------------- |
| 1 | إسبانيا  | 5   | 4 | 1 | 341 | 265 | +76  | 9    | ربع النهائي                               |
| 2 | تركيا    | 5   | 4 | 1 | 327 | 272 | +55  | 9    | ربع النهائي                               |
| 3 | أستراليا | 5   | 4 | 1 | 342 | 293 | +49  | 9    | ربع النهائي                               |
| 4 | هولندا   | 5   | 2 | 3 | 264 | 294 | −30  | 7    | ربع النهائي                               |
| 5 | اليابان  | 5   | 1 | 4 | 278 | 300 | −22  | 6    | مباراة تحديد المركز التاسع/العاشر         |
| 6 | كندا     | 5   | 0 | 5 | 222 | 350 | −128 | 5    | مباراة تحديد المركز الحادي عشر/الثاني عشر |

1. 1 2 3  سجل المواجهات المباشرة: إسبانيا 3 نقاط، +8 فارق نقاط؛ تركيا 3 نقاط، +1 فارق نقاط؛ اليابان 3 نقاط، −9 فارق نقاط

| 8 سبتمبر 2016 15:45 | تقرير | تركيا                                                   | 65–49 | اليابان                                                |  | كاريوكا أرينا 1، ريو دي جانيرو الحكم: كريستيان روجا |
| 8 سبتمبر 2016 15:45 | تقرير | الأهداف حسب الربع: 18–16, 13–9, 16–16, 18–8             |       |                                                        |  | كاريوكا أرينا 1، ريو دي جانيرو الحكم: كريستيان روجا |
| 8 سبتمبر 2016 15:45 | تقرير | نقاط: غوربولاك 25 ارتداد: غوموش 11 تمريرات: غوربولاك 10 |       | نقاط: فوجيموتو 22 ارتداد: فوجيموتو 8 تمريرات: كوزاي 10 |  | كاريوكا أرينا 1، ريو دي جانيرو الحكم: كريستيان روجا |

| 8 سبتمبر 2016 18:00 | تقرير | هولندا                                                           | 50–70 | أستراليا                                            |  | ريو أوليمبيك أرينا، ريو دي جانيرو الحكم: بيل كويرزي |
| 8 سبتمبر 2016 18:00 | تقرير | الأهداف حسب الربع: 6–16, 19–21, 13–18, 12–15                     |       |                                                     |  | ريو أوليمبيك أرينا، ريو دي جانيرو الحكم: بيل كويرزي |
| 8 سبتمبر 2016 18:00 | تقرير | نقاط: كوركماز 24 ارتداد: بوغينويش 9 تمريرات: كوركماز، بوغينويش 8 |       | نقاط: بلاير 23 ارتداد: نولز 12 تمريرات: ستي بنيرس 7 |  | ريو أوليمبيك أرينا، ريو دي جانيرو الحكم: بيل كويرزي |

| 8 سبتمبر 2016 21:30 | تقرير | إسبانيا                                                       | 80–46 | كندا                                          |  | كاريوكا أرينا 1، ريو دي جانيرو الحكم: كارستن ريهلينغ |
| 8 سبتمبر 2016 21:30 | تقرير | الأهداف حسب الربع: 20–11, 23–9, 22–14, 15–12                  |       |                                               |  | كاريوكا أرينا 1، ريو دي جانيرو الحكم: كارستن ريهلينغ |
| 8 سبتمبر 2016 21:30 | تقرير | نقاط: أ. زارزويلا 22 ارتداد: أ. زارزويلا 10 تمريرات: غارسيا 7 |       | نقاط: إنغ 12 ارتداد: هيكي 4 تمريرات: غونسين 5 |  | كاريوكا أرينا 1، ريو دي جانيرو الحكم: كارستن ريهلينغ |

| 9 سبتمبر 2016 12:15 | تقرير | أستراليا                                       | 62–60 | تركيا                                                          |  | كاريوكا أرينا 1، ريو دي جانيرو الحكم: كارستن ريهلينغ |
| 9 سبتمبر 2016 12:15 | تقرير | الأهداف حسب الربع: 17–20, 17–13, 12–17, 16–10  |       |                                                                |  | كاريوكا أرينا 1، ريو دي جانيرو الحكم: كارستن ريهلينغ |
| 9 سبتمبر 2016 12:15 | تقرير | نقاط: نولز 17 ارتداد: نوريس 11 تمريرات: نولز 9 |       | نقاط: غوربولاك 27 ارتداد: جزينشي، غوموش 6 تمريرات: غوربولاك 12 |  | كاريوكا أرينا 1، ريو دي جانيرو الحكم: كارستن ريهلينغ |

| 9 سبتمبر 2016 15:45 | تقرير | اليابان                                                     | 39–55 | إسبانيا                                                 |  | كاريوكا أرينا 1، ريو دي جانيرو الحكم: بيل كويرزي |
| 9 سبتمبر 2016 15:45 | تقرير | الأهداف حسب الربع: 11–8, 12–18, 4–16, 12–13                 |       |                                                         |  | كاريوكا أرينا 1، ريو دي جانيرو الحكم: بيل كويرزي |
| 9 سبتمبر 2016 15:45 | تقرير | نقاط: كوزاي 11 ارتداد: فوجيموتو، شيواكي 11 تمريرات: كوزاي 8 |       | نقاط: مو يز 20 ارتداد: أ. زارزويلا 10 تمريرات: أليخوس 4 |  | كاريوكا أرينا 1، ريو دي جانيرو الحكم: بيل كويرزي |

| 9 سبتمبر 2016 18:00 | تقرير | كندا                                                        | 32–49 | هولندا                                              |  | كاريوكا أرينا 1، ريو دي جانيرو الحكم: ماتي كينتانا |
| 9 سبتمبر 2016 18:00 | تقرير | الأهداف حسب الربع: 10–9, 9–6, 4–18, 9–16                    |       |                                                     |  | كاريوكا أرينا 1، ريو دي جانيرو الحكم: ماتي كينتانا |
| 9 سبتمبر 2016 18:00 | تقرير | نقاط: غونسين 12 ارتداد: غونسين 14 تمريرات: غونسين، هيدجيس 3 |       | نقاط: كوركماز 20 ارتداد: غرون 7 تمريرات: بوغينويش 6 |  | كاريوكا أرينا 1، ريو دي جانيرو الحكم: ماتي كينتانا |

| 10 سبتمبر 2016 10:30 | تقرير | إسبانيا                                                                     | 65–68 | تركيا                                                         |  | كاريوكا أرينا 1، ريو دي جانيرو الحكم: ماكس كيندرفاتر |
| 10 سبتمبر 2016 10:30 | تقرير | الأهداف حسب الربع: 20–21, 16–13, 14–15, 15–19                               |       |                                                               |  | كاريوكا أرينا 1، ريو دي جانيرو الحكم: ماكس كيندرفاتر |
| 10 سبتمبر 2016 10:30 | تقرير | نقاط: أ. زارزويلا، ب. زارزويلا 18 ارتداد: أ. زارزويلا 11 تمريرات: غارسيا 14 |       | نقاط: غوربولاك 39 ارتداد: جزينشي، غوموش 6 تمريرات: غوربولاك 8 |  | كاريوكا أرينا 1، ريو دي جانيرو الحكم: ماكس كيندرفاتر |

| 10 سبتمبر 2016 15:15 | تقرير | كندا                                                 | 53–78 | أستراليا                                      |  | ريو أوليمبيك أرينا، ريو دي جانيرو الحكم: غوستافو ماتياس |
| 10 سبتمبر 2016 15:15 | تقرير | الأهداف حسب الربع: 16–21, 12–15, 16–22, 9–20         |       |                                               |  | ريو أوليمبيك أرينا، ريو دي جانيرو الحكم: غوستافو ماتياس |
| 10 سبتمبر 2016 15:15 | تقرير | نقاط: إنغ 17 ارتداد: غونسين، إنغ 6 تمريرات: غونسين 5 |       | نقاط: نولز 23 ارتداد: نوريس 7 تمريرات: نولز 6 |  | ريو أوليمبيك أرينا، ريو دي جانيرو الحكم: غوستافو ماتياس |

| 10 سبتمبر 2016 21:00 | تقرير | هولندا                                                         | 67–39 | اليابان                                                 |  | ريو أوليمبيك أرينا، ريو دي جانيرو الحكم: خايمي أوسيغيرا |
| 10 سبتمبر 2016 21:00 | تقرير | الأهداف حسب الربع: 22–10, 14–23, 16–16, 15–10                  |       |                                                         |  | ريو أوليمبيك أرينا، ريو دي جانيرو الحكم: خايمي أوسيغيرا |
| 10 سبتمبر 2016 21:00 | تقرير | نقاط: كوركماز 33 ارتداد: بوغينويش، بيلرز 6 تمريرات: بوغينويش 8 |       | نقاط: فوجيموتو 25 ارتداد: فوجيموتو 11 تمريرات: كوزاي 11 |  | ريو أوليمبيك أرينا، ريو دي جانيرو الحكم: خايمي أوسيغيرا |

| 11 سبتمبر 2016 08:30 | تقرير | إسبانيا                                                                     | 75–64 | أستراليا                                       |  | ريو أوليمبيك أرينا، ريو دي جانيرو الحكم: كريستيان روجا |
| 11 سبتمبر 2016 08:30 | تقرير | الأهداف حسب الربع: 11–21, 24–12, 16–10, 24–21                               |       |                                                |  | ريو أوليمبيك أرينا، ريو دي جانيرو الحكم: كريستيان روجا |
| 11 سبتمبر 2016 08:30 | تقرير | نقاط: أ. زارزويلا، ب. زارزويلا 17 ارتداد: أ. زارزويلا 13 تمريرات: غارسيا 11 |       | نقاط: نولز 28 ارتداد: نولز 11 تمريرات: نوريس 6 |  | ريو أوليمبيك أرينا، ريو دي جانيرو الحكم: كريستيان روجا |

| 11 سبتمبر 2016 11:45 | تقرير | تركيا                                                      | 67–50 | هولندا                                                   |  | كاريوكا أرينا 1، ريو دي جانيرو الحكم: بيل كويرزي |
| 11 سبتمبر 2016 11:45 | تقرير | الأهداف حسب الربع: 21–15, 16–8, 12–8, 18–10                |       |                                                          |  | كاريوكا أرينا 1، ريو دي جانيرو الحكم: بيل كويرزي |
| 11 سبتمبر 2016 11:45 | تقرير | نقاط: دالاي، غوموش 18 ارتداد: غوموش 7 تمريرات: غوربولاك 11 |       | نقاط: كوركماز 12 ارتداد: بوغينويش 8 تمريرات: بوغينويش 10 |  | كاريوكا أرينا 1، ريو دي جانيرو الحكم: بيل كويرزي |

| 11 سبتمبر 2016 21:00 | تقرير | اليابان                                          | 76–45 | كندا                                            |  | ريو أوليمبيك أرينا، ريو دي جانيرو الحكم: ماكس كيندرفاتر |
| 11 سبتمبر 2016 21:00 | تقرير | الأهداف حسب الربع: 13–9, 22–15, 19–14, 22–7      |       |                                                 |  | ريو أوليمبيك أرينا، ريو دي جانيرو الحكم: ماكس كيندرفاتر |
| 11 سبتمبر 2016 21:00 | تقرير | نقاط: كوزاي 19 ارتداد: شيواكي 8 تمريرات: كوزاي 7 |       | نقاط: إنغ 18 ارتداد: غونسين 7 تمريرات: غونسين 6 |  | ريو أوليمبيك أرينا، ريو دي جانيرو الحكم: ماكس كيندرفاتر |

| 12 سبتمبر 2016 13:30 | تقرير | أستراليا                                     | 68–55 | اليابان                                              |  | كاريوكا أرينا 1، ريو دي جانيرو الحكم: بيل كويرزي |
| 12 سبتمبر 2016 13:30 | تقرير | الأهداف حسب الربع: 14–7, 20–13, 15–10, 19–25 |       |                                                      |  | كاريوكا أرينا 1، ريو دي جانيرو الحكم: بيل كويرزي |
| 12 سبتمبر 2016 13:30 | تقرير | نقاط: نيس 12 ارتداد: نولز 7 تمريرات: نولز 9  |       | نقاط: كوزاي 9 ارتداد: فوجيموتو 6 تمريرات: ماياجيما 7 |  | كاريوكا أرينا 1، ريو دي جانيرو الحكم: بيل كويرزي |

| 12 سبتمبر 2016 17:15 | تقرير | هولندا                                                  | 48–66 | إسبانيا                                                        |  | ريو أوليمبيك أرينا، ريو دي جانيرو الحكم: كارستن ريهلينغ |
| 12 سبتمبر 2016 17:15 | تقرير | الأهداف حسب الربع: 12–24, 9–23, 9–8, 18–11              |       |                                                                |  | ريو أوليمبيك أرينا، ريو دي جانيرو الحكم: كارستن ريهلينغ |
| 12 سبتمبر 2016 17:15 | تقرير | نقاط: كوركماز 13 ارتداد: بوغينويش 8 تمريرات: بوغينويش 4 |       | نقاط: أ. زارزويلا 19 ارتداد: ثلاثة لاعبين 7 تمريرات: غارسيا 10 |  | ريو أوليمبيك أرينا، ريو دي جانيرو الحكم: كارستن ريهلينغ |

| 12 سبتمبر 2016 19:30 | تقرير | كندا                                            | 46–67 | تركيا                                                          |  | ريو أوليمبيك أرينا، ريو دي جانيرو الحكم: ماكس كيندرفاتر |
| 12 سبتمبر 2016 19:30 | تقرير | الأهداف حسب الربع: 9–14, 15–15, 13–22, 9–16     |       |                                                                |  | ريو أوليمبيك أرينا، ريو دي جانيرو الحكم: ماكس كيندرفاتر |
| 12 سبتمبر 2016 19:30 | تقرير | نقاط: إنغ 15 ارتداد: غونسين 8 تمريرات: غونسين 7 |       | نقاط: غوربولاك 24 ارتداد: جزينشي، غوموش 7 تمريرات: غوربولاك 10 |  | ريو أوليمبيك أرينا، ريو دي جانيرو الحكم: ماكس كيندرفاتر |

ربع النهائي
| 14 سبتمبر 2016 11:45 | تقرير | إسبانيا                                                                | 70–66 | ألمانيا                                               |  | ريو أوليمبيك أرينا، ريو دي جانيرو الحكم: بيل كويرزي |
| 14 سبتمبر 2016 11:45 | تقرير | الأهداف حسب الربع: 19–21, 15–19, 14–13, 22–13                          |       |                                                       |  | ريو أوليمبيك أرينا، ريو دي جانيرو الحكم: بيل كويرزي |
| 14 سبتمبر 2016 11:45 | تقرير | نقاط: أ. زارزويلا، غارسيا 22 ارتداد: أ. زارزويلا 18 تمريرات: غارسيا 13 |       | نقاط: هالوسكي 21 ارتداد: هالوسكي 15 تمريرات: بيينيك 8 |  | ريو أوليمبيك أرينا، ريو دي جانيرو الحكم: بيل كويرزي |

نصف النهائي
| 15 سبتمبر 2016 17:30 | تقرير | إسبانيا                                                           | 69–63 | المملكة المتحدة                                |  | ريو أوليمبيك أرينا، ريو دي جانيرو الحكم: سيباستيان غوتييه |
| 15 سبتمبر 2016 17:30 | تقرير | الأهداف حسب الربع: 12–14, 23–14, 12–15, 20–20                     |       |                                                |  | ريو أوليمبيك أرينا، ريو دي جانيرو الحكم: سيباستيان غوتييه |
| 15 سبتمبر 2016 17:30 | تقرير | نقاط: غارسيا، أ. زارزويلا 19 ارتداد: غارسيا 13 تمريرات: غارسيا 13 |       | نقاط: ساغار 18 ارتداد: شودري 8 تمريرات: برات 8 |  | ريو أوليمبيك أرينا، ريو دي جانيرو الحكم: سيباستيان غوتييه |

النهائي
| 17 سبتمبر 2016 17:30 | تقرير | إسبانيا                                                   | 52–68 | الولايات المتحدة                                   |  | ريو أوليمبيك أرينا، ريو دي جانيرو الحكم: مات ويلز |
| 17 سبتمبر 2016 17:30 | تقرير | الأهداف حسب الربع: 8-12, 15-17, 19-18, 10-21              |       |                                                    |  | ريو أوليمبيك أرينا، ريو دي جانيرو الحكم: مات ويلز |
| 17 سبتمبر 2016 17:30 | تقرير | نقاط: أ. زارزويلا 20 ارتداد: غارسيا 10 تمريرات: غارسيا 16 |       | نقاط: ويليامز 20 ارتداد: سيريو 8 تمريرات: سيريو 10 |  | ريو أوليمبيك أرينا، ريو دي جانيرو الحكم: مات ويلز |

## تنس الكراسي المتحركة
تأهلت لولا أوتشوا لـريو في حدث فردي السيدات عبر مكان دعوة اللجنة الثنائية. تأهل دانيال كافيرزاتشي ومارتين دي لا بوينتي وفرانشيسك تور في حدث فردي الرجال عبر عملية التأهيل القياسية.
| الرياضي                              | الحدث      | الجولة الأولى             | دور الـ 32                   | دور الـ 16                                | ربع النهائي                        | نصف النهائي   | النهائي / BM  | النهائي / BM |
| الرياضي                              | الحدث      | الخصم النتيجة             | الخصم النتيجة                | الخصم النتيجة                             | الخصم النتيجة                      | الخصم النتيجة | الخصم النتيجة | الترتيب      |
| ------------------------------------ | ---------- | ------------------------- | ---------------------------- | ----------------------------------------- | ---------------------------------- | ------------- | ------------- | ------------ |
| دانيال كافيرزاتشي                    | فردي رجال  | وي زو جون ف 2–6، 6–1، 6-3 | ستيف بالدوين ف 6–0، 6-3      | ستيفان هودت خ 0–6، 1–6                    | لم يتقدم                           | لم يتقدم      | لم يتقدم      | لم يتقدم     |
| مارتن دي لا بوينتي                   | فردي رجال  | كارلوس سانتوس ف 6–1، 6-4  | غوستافو فيرنانديز خ 2–6، 4–6 | لم يتقدم                                  | لم يتقدم                           | لم يتقدم      | لم يتقدم      | لم يتقدم     |
| فرانشيسك تور                         | فردي رجال  | بن ويكس خ 5–7، 3–6        | لم يتقدم                     | لم يتقدم                                  | لم يتقدم                           | لم يتقدم      | لم يتقدم      | لم يتقدم     |
| لولا أوتشوا                          | فردي سيدات | متأهل                     | كاتارينا كروغر خ 1–6، 1–6    | لم تتقدم                                  | لم تتقدم                           | لم تتقدم      | لم تتقدم      | لم تتقدم     |
| دانيال كافيرزاتشي مارتن دي لا بوينتي | زوجي رجال  | —                         | متأهل                        | مايك ديناير / جيرارد ف 7–5، 6–7(4–7)، 6–2 | ألفي هيويت / غوردون ريد خ 2–6، 0–6 | لم يتقدم      | لم يتقدم      | لم يتقدم     |